# 田部竜作
田部 竜作（たなべ りゅうさく）は幕末の豊後岡藩士。小河一敏・田近陽一郎等と倒幕運動に与した。

## 生涯
天保5年（1834年）生まれ。幼くして角田九華に入門し、経学を学んだ。日向国慈眼寺僧胤康が来訪すると、これにも学んだ。また、王陽明『伝習録』を読んで影響を受けた。
小河一敏等と交わって勤王派に与し、文久2年（1862年）3月18日一敏・田近陽一郎等と京都へ出発し、大坂土佐堀薩摩藩邸に滞在し、矢野勘三郎が調達した資金の出納を担当し、同志の酒食への浪費を戒めた。
4月23日田中河内介等が関白九条尚忠襲撃を企てて上京すると、24日これを追って伏見宿に上ったが、決起グループは寺田屋騒動により鎮圧されていた。この時岡藩主中川久昭が江戸から帰藩途中だったため、26日田近陽一郎と桑名宿に赴いたが、面会を許されず、伏見に帰り、京都薩摩藩邸に移った。8月孝明天皇より島津久光を経て叡感状を賜り、帰国した。
帰国後謹慎を命じられたが、しばらくして藩論が一転すると解除され、再び上京した。文久3年（1863年）3月には勤王の意志を賞され、久昭から金品を賜った。5月朔平門外の変の嫌疑を受けて上京したが、7月発病し、30歳で客死し、豊岡村円福寺境内に葬られた。

## 人物
住所は竹田代官町。「至誠人に通ず」を座右の銘とし、「至誠先生」と呼ばれた。黒住教を信仰し、教職を務めた。

## 家族
- 妻：マス - 黒川周益妹、黒川健士大伯母[11]。
  - 婿養子：田部等 - 田代早苗弟[11]。竜作の死後、マスの婿養子となった[11]。京都護王神社宮司[11]。
- 子：純一郎[11]
  - 嫁：芳枝[11]
  - 孫：美寿丸 - 純一郎長男[11]。母と京都塔之段上片原町390番地・1393番地合地に住んだ[11]。